# Alžběta Sasko-Altenburská
Alžběta Sasko-Altenburská (26. března 1826 – 2. února 1896) byla dcerou Josefa Sasko-Altenburského a Amálie Württemberské a sňatkem oldenburskou velkovévodkyní.

## Rodina a mládí
Alžběta se narodila 26. března 1826 v Hildburghausenu jako čtvrtá dcera sasko-hildburghausenského dědičného prince Josefa a jeho manželky Amálie Württemberské. Její oficiální titul zněl princezna Alžběta Sasko-Hildburghausenská, než se její rodina přestěhovala do Altenburgu v důsledku převodu území mezi jednotlivými větvemi Ernestinských Wettinů. Alžbětin titul se tedy změnil na princezna Alžběta Sasko-Altenburská. V roce 1834 se její otec stal sasko-altenburským vévodou, ale v roce 1848 byl během občanské války nucen kvůli svému konzervativnímu protireformnímu způsobu vlády odstoupit.
Alžběta a její sestry byly vzdělávány Carlem Ludwigem Nietzschem, otcem známého filosofa Friedricha Nietzsche. Mezi její sestry patřila také hannoverská královna Marie (manželka Jiřího V. Hannoverského) a ruská velkokněžna Alexandra (manželka Konstantina Nikolajeviče Ruského). Přes Alexandru byla Alžběta tetou řecké královny Olgy.

## Manželství
10. února 1852 se Alžběta provdala za dědičného oldenburského velkovévodu Petra. Když se stal následníkem svého otce, změnil se Alžbětin titul na velkovévodkyni oldenburskou.
Měli spolu dvě dětiː
| Jméno                           | Narození           | Úmrtí              | Poznámka |
| ------------------------------- | ------------------ | ------------------ | --- |
| Fridrich August II. Oldenburský | 16. listopadu 1852 | 24. února 1931     | poprvé se oženil s princeznou Alžbětou Annou Pruskou a podruhé s Alžbětou Alexandrinou Meklenbursko-Zvěřínskou |
| Jiří Ludvík Oldenburský         | 27. června 1855    | 30. listopadu 1939 | |

Alžběta zemřela 2. února 1896 a manžel ji přežil o čtyři roky.

## Tituly a oslovení
- 26. března 1826 – 12. listopadu 1826: Její Výsost princezna Alžběta Sasko-Hildburghausenská
- 12. listopadu 1826 – 10. února 1852: Její Výsost princezna Alžběta Sask-Altenburská
- 10. února 1852 – 27. února 1853: Její Královská Výsost dědičná oldenburská velkovévodkyně
- 27. února 1853 – 2. února 1896: Její Královská Výsost oldenburská velkovévodkyně

## Vývod z předků
|                           |                                              |  |                              |                                                            |  |  |  |  |  |  |  | Arnošt Fridrich II. Sasko-Hildburghausenský |
|                           |                                              |  |                              |                                                            |  |  |  |  |  |  |  |                                             |
|                           | Arnošt Fridrich III. Sasko-Hildburghausenský |  |                              |                                                            |  |  |  |  |  |  |  |                                             |
|                           |                                              |  |                              |                                                            |  |  |  |  |  |  |  |                                             |
|                           |                                              |  |                              | Karolína Erbašsko-Fürstenauská                             |  |  |  |  |  |  |  |                                             |
|                           |                                              |  |                              |                                                            |  |  |  |  |  |  |  |                                             |
|                           | Fridrich Sasko-Altenburský                   |  |                              |                                                            |  |  |  |  |  |  |  |                                             |
|                           |                                              |  |                              |                                                            |  |  |  |  |  |  |  |                                             |
|                           |                                              |  |                              | Arnošt August I. Sasko-Výmarsko-Eisenašský                 |  |  |  |  |  |  |  |                                             |
|                           |                                              |  |                              |                                                            |  |  |  |  |  |  |  |                                             |
|                           | Ernestýna Sasko-Výmarská                     |  |                              |                                                            |  |  |  |  |  |  |  |                                             |
|                           |                                              |  |                              |                                                            |  |  |  |  |  |  |  |                                             |
|                           |                                              |  |                              | Žofie Šarlota Braniborsko-Bayreuthská                      |  |  |  |  |  |  |  |                                             |
|                           |                                              |  |                              |                                                            |  |  |  |  |  |  |  |                                             |
|                           | Josef Sasko-Altenburský                      |  |                              |                                                            |  |  |  |  |  |  |  |                                             |
|                           |                                              |  |                              |                                                            |  |  |  |  |  |  |  |                                             |
|                           |                                              |  |                              | Karel Ludvík Fridrich Meklenbursko-Střelický               |  |  |  |  |  |  |  |                                             |
|                           |                                              |  |                              |                                                            |  |  |  |  |  |  |  |                                             |
|                           | Karel II. Meklenbursko-Střelický             |  |                              |                                                            |  |  |  |  |  |  |  |                                             |
|                           |                                              |  |                              |                                                            |  |  |  |  |  |  |  |                                             |
|                           |                                              |  |                              | Alžběta Sasko-Hildburghausenská                            |  |  |  |  |  |  |  |                                             |
|                           |                                              |  |                              |                                                            |  |  |  |  |  |  |  |                                             |
|                           | Šarlota Georgina Meklenbursko-Střelická      |  |                              |                                                            |  |  |  |  |  |  |  |                                             |
|                           |                                              |  |                              |                                                            |  |  |  |  |  |  |  |                                             |
|                           |                                              |  |                              | Jiří Vilém Hesensko-Darmstadtký                            |  |  |  |  |  |  |  |                                             |
|                           |                                              |  |                              |                                                            |  |  |  |  |  |  |  |                                             |
|                           | Frederika Hesensko-Darmstadtská              |  |                              |                                                            |  |  |  |  |  |  |  |                                             |
|                           |                                              |  |                              |                                                            |  |  |  |  |  |  |  |                                             |
|                           |                                              |  |                              | Marie Luisa Albertina Leiningensko-Falkenbursko-Dagsburská |  |  |  |  |  |  |  |                                             |
|                           |                                              |  |                              |                                                            |  |  |  |  |  |  |  |                                             |
| Alžběta Sasko-Altenburská |                                              |  |                              |                                                            |  |  |  |  |  |  |  |                                             |
|                           |                                              |  |                              |                                                            |  |  |  |  |  |  |  |                                             |
|                           |                                              |  | Karel Alexandr Württemberský |                                                            |  |  |  |  |  |  |  |                                             |
|                           |                                              |  |                              |                                                            |  |  |  |  |  |  |  |                                             |
|                           | Fridrich II. Evžen Württemberský             |  |                              |                                                            |  |  |  |  |  |  |  |                                             |
|                           |                                              |  |                              |                                                            |  |  |  |  |  |  |  |                                             |
|                           |                                              |  |                              | Marie Augusta Thurn-Taxis                                  |  |  |  |  |  |  |  |                                             |
|                           |                                              |  |                              |                                                            |  |  |  |  |  |  |  |                                             |
|                           | Ludvík Württemberský                         |  |                              |                                                            |  |  |  |  |  |  |  |                                             |
|                           |                                              |  |                              |                                                            |  |  |  |  |  |  |  |                                             |
|                           |                                              |  |                              | Fridrich Vilém Braniborsko-Schwedtský                      |  |  |  |  |  |  |  |                                             |
|                           |                                              |  |                              |                                                            |  |  |  |  |  |  |  |                                             |
|                           | Bedřiška Braniborsko-Schwedtská              |  |                              |                                                            |  |  |  |  |  |  |  |                                             |
|                           |                                              |  |                              |                                                            |  |  |  |  |  |  |  |                                             |
|                           |                                              |  |                              | Žofie Dorota Pruská                                        |  |  |  |  |  |  |  |                                             |
|                           |                                              |  |                              |                                                            |  |  |  |  |  |  |  |                                             |
|                           | Amálie Württemberská                         |  |                              |                                                            |  |  |  |  |  |  |  |                                             |
|                           |                                              |  |                              |                                                            |  |  |  |  |  |  |  |                                             |
|                           |                                              |  |                              | Karel August Nasavsko-Weilburský                           |  |  |  |  |  |  |  |                                             |
|                           |                                              |  |                              |                                                            |  |  |  |  |  |  |  |                                             |
|                           | Karel Kristián Nasavsko-Weilburský           |  |                              |                                                            |  |  |  |  |  |  |  |                                             |
|                           |                                              |  |                              |                                                            |  |  |  |  |  |  |  |                                             |
|                           |                                              |  |                              | Augusta Bedřiška Nasavsko-Idsteinská                       |  |  |  |  |  |  |  |                                             |
|                           |                                              |  |                              |                                                            |  |  |  |  |  |  |  |                                             |
|                           | Henrietta Nasavsko-Weilburská                |  |                              |                                                            |  |  |  |  |  |  |  |                                             |
|                           |                                              |  |                              |                                                            |  |  |  |  |  |  |  |                                             |
|                           |                                              |  |                              | Vilém IV. Oranžský                                         |  |  |  |  |  |  |  |                                             |
|                           |                                              |  |                              |                                                            |  |  |  |  |  |  |  |                                             |
|                           | Karolína Oranžsko-Nasavská                   |  |                              |                                                            |  |  |  |  |  |  |  |                                             |
|                           |                                              |  |                              |                                                            |  |  |  |  |  |  |  |                                             |
|                           |                                              |  |                              | Anna Hannoverská                                           |  |  |  |  |  |  |  |                                             |
|                           |                                              |  |                              |                                                            |  |  |  |  |  |  |  |                                             |